# 奉安殿

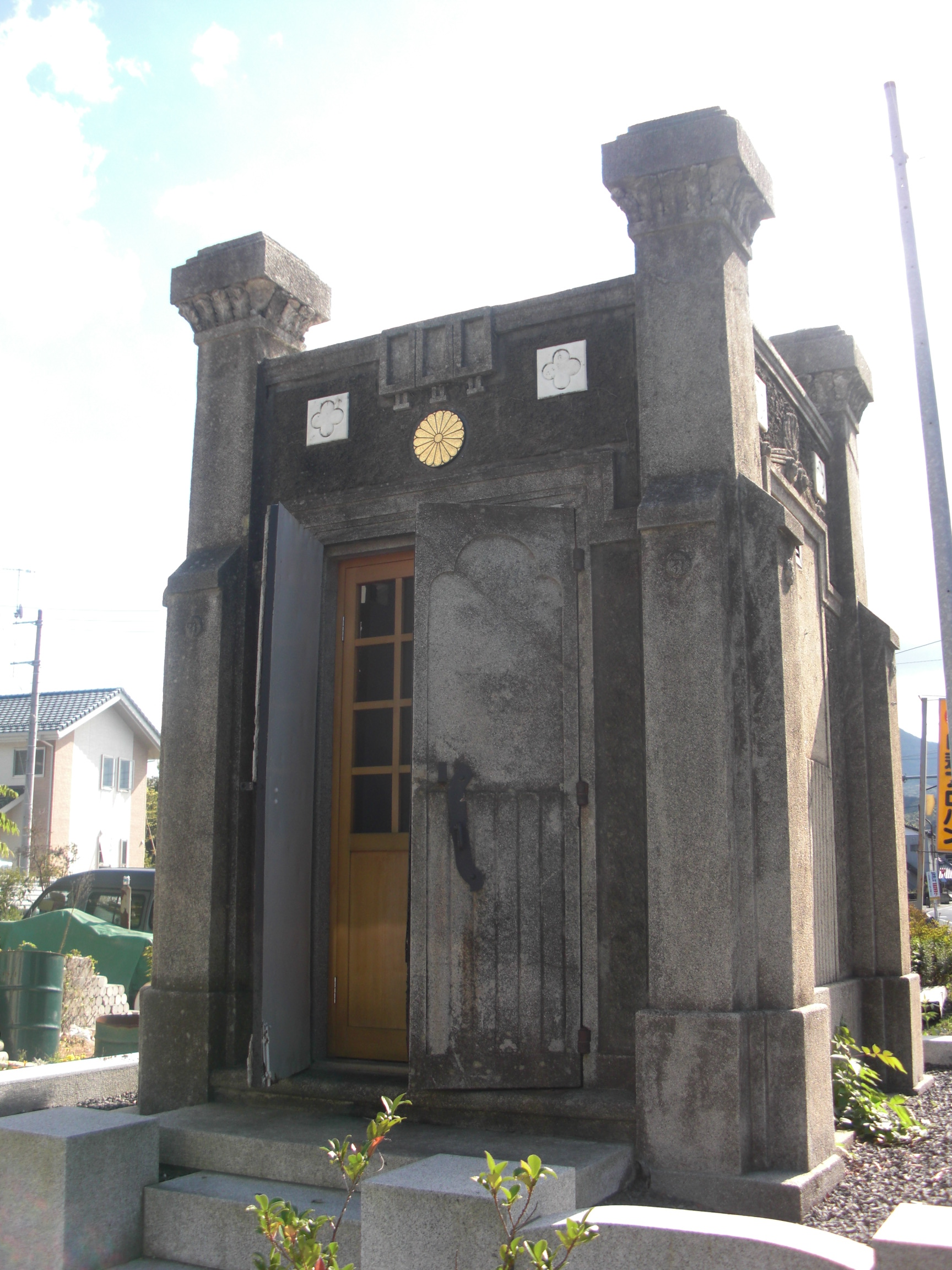
奉安殿（茨城県桜川市）
かつて真壁小学校にあったもの。現在は旧・真壁駅付近に移築されている。ギリシャ建築（アーカンサス文様）の石造りを採用したものである。

奉安殿（ほうあんでん）とは、戦前の日本において、天皇皇后（明治天皇と昭憲皇太后、大正天皇と貞明皇后、昭和天皇と香淳皇后）の写真（御真影）と教育勅語を納めていた建物である。
第二次世界大戦後、「平和塔」と改名された例がある。

## 概説
御真影の下賜が始まった時期は、1880年代で、1890年代 に教育勅語が制定されて以降下賜が増加した。奉安殿の成立はその後の1910年代以降と推測される（小学校の奉安殿建築は1935年頃に活発化）。また学校への宿直も、この御真影の保護を目的として始められた面もある。
四大節祝賀式典の際には、職員生徒全員で御真影に対しての最敬礼を奉る事と教育勅語の奉読が求められた。また登下校時や単に前を通過する際にも、職員生徒全てが服装を正してから最敬礼するように定められていた。また宮城遥拝も行われた。
当初は講堂や職員室・校長室内部に奉安所が設けられていた。しかしこの奉安所の場合、校舎火災や地震などによる校舎倒壊の際などに御真影が危険に晒される可能性が高く、また実際に関東大震災や空襲、校舎火災の際に御真影を守ろうとして殉職した校長の話がいくつか美談として伝えられている。このため、さらに万全を期して校舎内部の奉安所は金庫型へ改められ、また独立した「奉安殿」の建築が進められた。前者の校舎一体型は旧制中学などに多く、後者の独立建築型は小学校に多く見られた。
建築物としては様々なバリエーションが存在する。ギリシャ建築風や鉄筋コンクリート造り、レンガ造りの洋風建築から旧来の神社風建築など、意匠を凝らした物が多い。小形ながら頑丈な耐火耐震構造、さらに威厳を損ねぬよう荘厳重厚なデザインとした。1933年（昭和8年）には奉安殿の建築デザインに関するコンペも開かれている。ただし、このような頑丈な小建築は「湿気がこもる」という短所を持っていた。
奉安殿は、校舎内に作られることも、校舎外に独立して作られることもあったがいずれも校長室、職員室、宿直室その他に近い清浄な位置に設けられることとされた。その内寸は最小で奥行85cm、高さ1.5m、幅1.2mは必要であるとされた。構造は鉄筋コンクリート造、壁厚25cm以上、片開または両開の完全な金庫式二重扉を設け、耐震耐火構造とし、内外防熱防湿のために石綿材料を施し、内部はさらにキリまたはヒノキ板張りとし、御真影を奉安する棚の高さは50cmほどのところに設けることとされた。

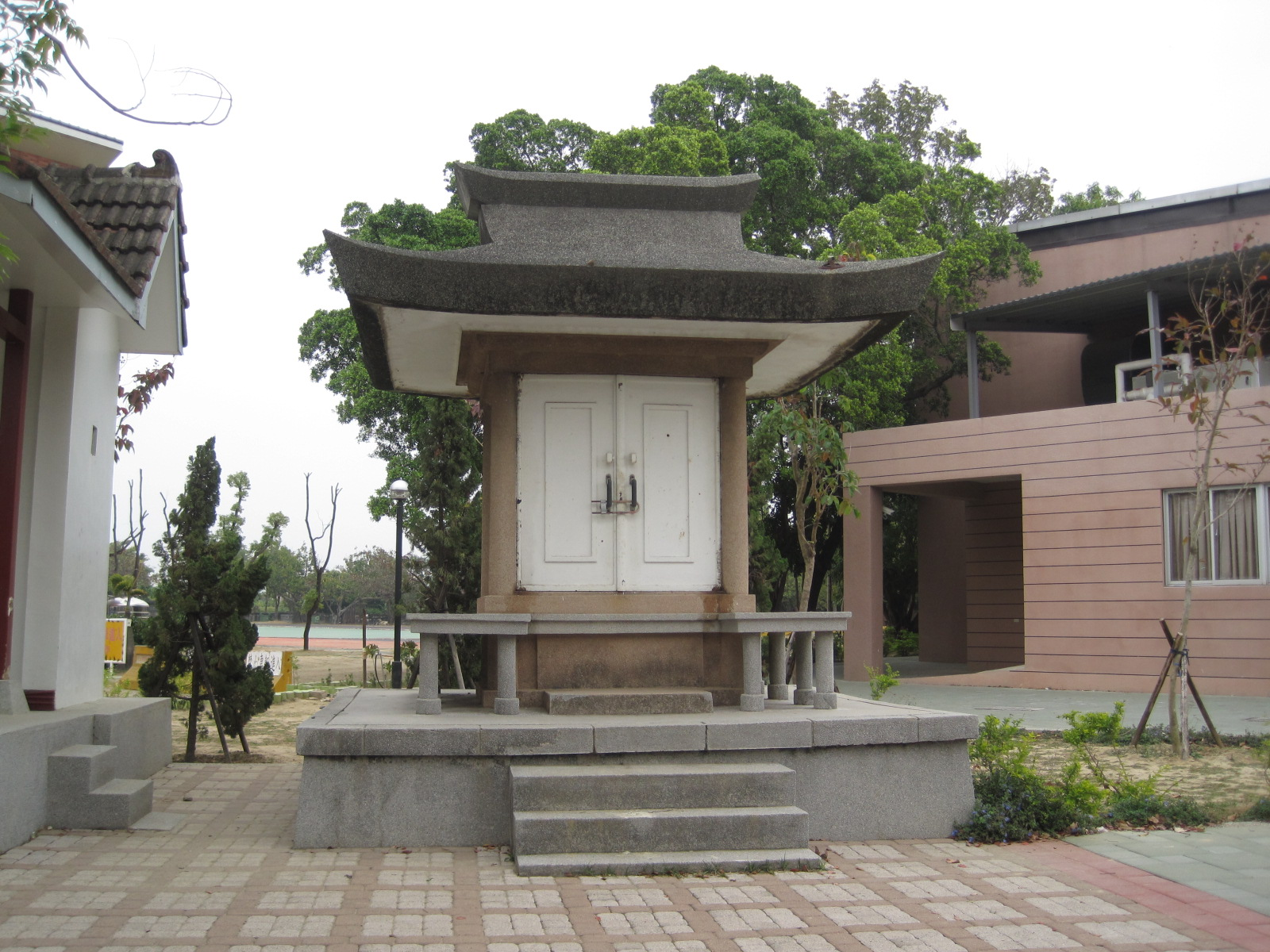
奉安殿（台湾台南市新化区）
かつて新化尋常小学校にあったもの。

## 戦後
日本が第二次世界大戦で敗れた年の1945年（昭和20年）12月15日、GHQの神道指令により奉安殿は廃止が決定。同月22日、文部省次官名による実施要領の発令、さらに1946年（昭和21年）6月29日付文部省次官通牒によって、全国の奉安殿を小学校から全面撤去する具体的な指示が出た。
しかし、中央からの指示は「撤去」であるとして、移設や小学校の敷地から切り離すことで解体を免れた奉安殿が、21世紀の現在でもなお全国各地に存在している。使用用途は、神社の倉庫など地域の共同利用施設などで、北海道では1991年の時点で36棟が残存していた。沖縄の旧美里尋常高等小学校の奉安殿は半壊状態ながら、「戦争遺跡」として文化財に登録されている。戦前に建築された古い校舎・講堂を持つ学校では、校舎内に設けられた「奉安庫」が残る所もある。旧南樺太であるロシア連邦サハリン州はGHQによる統治が行われなかったため、サハリン州郷土博物館など、奉安殿が各地に残存している。

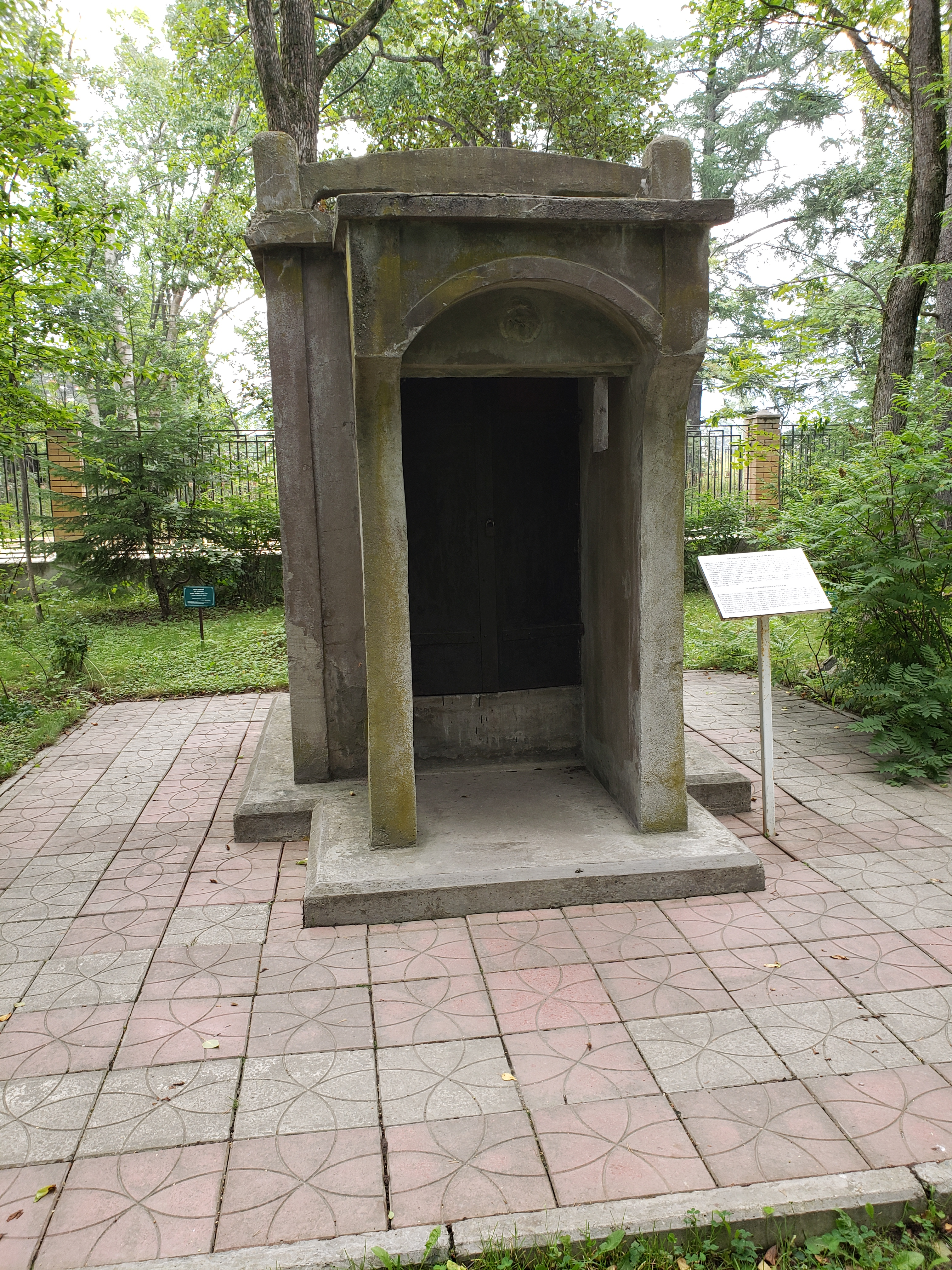
サハリン州立郷土博物館に移築された奉安殿

## 研究・復元等

### 旧一宮小学校の奉安殿
2016年、地域の講組織の修行の場「行屋」から旧一宮小学校（千葉県一宮町）の奉安殿が再発見された。明治時代の中頃に造られたもので、昭和期の大型建築物然としたものではなく小型のお宮に近い。貴重な歴史的資料として国立歴史民俗博物館（佐倉市）に運び出され調査研究の対象となった。

### 旧大鋸屋小学校体育館の奉安殿
1929年に完成した旧大鋸屋小学校（富山県南砺市）の奉安殿は、木造体育館に組み込まれた構造で建設されたため、戦後も破壊（利用）されることなく放置されてきた。なお、体育館自体が希少な戦前の木造学校建築であり、2015年には国登録有形文化財に選ばれている。
2010年代後半、地元の地域づくり協議会が歴史を後世に伝えようと奉安殿の復元に取り組むとともに、宮内庁から譲り受けたネガから昭和天皇、香淳皇后の写真を用意。2019年7月13日、地域関係者に披露された。